# دونالد هندرسون كلارك
دونالد هندرسون كلارك (بالإنجليزية: Donald Henderson Clarke)‏ (24 أغسطس 1887 في الولايات المتحدة - 28 مارس 1958، دلراي بيتش في الولايات المتحدة)؛ صحفي، كاتب سيناريو وروائي أمريكي.

## روابط خارجية
- دونالد هندرسون كلارك على موقع IMDb (الإنجليزية)
- دونالد هندرسون كلارك على موقع ألو سيني (الفرنسية)
- دونالد هندرسون كلارك على موقع أول موفي (الإنجليزية)
- دونالد هندرسون كلارك على موقع قاعدة بيانات الأفلام السويدية (السويدية)
- دونالد هندرسون كلارك على موقع قاعدة بيانات الفيلم (الإنجليزية)
- دونالد هندرسون كلارك على موقع كينوبويسك (الروسية)